# Araeognatha subcostalis
Araeognatha subcostalis là một loài bướm đêm trong họ Noctuidae.